# Stephanie Finochio
Stephanie Finochio (Long Island, 1 de dezembro de 1971) é uma ex-lutadora de wrestling profissional, valet e dublê estadunidense de descendência italiana. Finochio é mais conhecida pelo seu ring name Trinity; trabalhou nas companhias Total Nonstop Action Wrestling (TNA) e WWE.

## Carreira no wrestling
- Circuitos independentes (2002-2003)
- Total Nonstop Action Wrestling (2003-2005)
- Ohio Valley Wrestling (2005-2006)
- WWE (2006-2007)

## No wrestling
- Ataques
  - Fall From Grace
  - Standing shooting star press
  - Standing moonsault
  - Tiger feint kick
  - Spinning crescent kick
  - Dragon suplex
  - Springboard crossbody
  - Hurricanrana
  - Northern lights suplex
- Managers
  - Kid Kash
  - Glenn Gilberti
  - Johnny Swinger
- Foi manager de
  - A.J. Styles
  - Kid Kash
  - Tony Mamaluke
  - Little Guido
  - Chris Sabin
- Alcunhas
  - The Italian Goddess of Wrestling
  - The New York Knockout
  - The Full-Bodied Italian
- Temas de entrada
  - "Dodging Bullets" de Goldy Locks (TNA)
  - "Funk With" (TNA)
  - "Sad But True" de Metallica (OVW)
  - "Feelin Ya (Instrumental)" (WWE)

## Títulos e prêmios
- CyberSpace Wrestling Federation
  - CSWF Women's Championship (1 vez)
- NWA Shockwave
  - NWA Shockwave Women's Championship (1 vez)